# CD244
Рецептор естественных киллеров 2B4, или CD244, (англ. Natural killer cell receptor 2B4), — клеточный рецептор, продукт гена человека CD244. Экспрессирован на естественных киллерах (NK-клетках) и некоторых T-лимфоцитах. Взаимодействие рецептора на NK-клетке с лигандом на клетке-мишени модулирует цитолитическую активность NK-клеток.

## Функции
CD244 является гетерофильным рецептором семейства сигнальных молекул активации лимфоцитов (SLAM). Лиганд рецептора — CD48. Рецепторы этого семейства стимулируются в процессе гомо- и гетеромежклеточных взаимодействий и играют роль в активации и дифференцировке иммунных клеток широкого спектра. Таким образом рецепторы SLAM участвуют в регуляции и взаимодействиях врождённого и приобретённого иммунных ответов. Активность рецепторов регулируется небольшими цитоплазматическими адаптерными белками SH2D1A/SAP и SH2D1B/EAT-2.
Функционинрует как активирующий рецептор естественных киллеров. Активирующая функция ассоциирована с взаимодействием с SH2D1A и FYN. Передача сигнала в основном обеспечивается VAV1 и в меньшей степени INPP5D/SHIP1 и CBL. Пониженный сигнал в отсутствие SH2D1A зависит от INPP5D и в меньшей степени PTPN6/SHP-1 и PTPN11/SHP-2.
CD244 стимулирует цитотоксичность NK-клеток, продукцию интерферона-гамма и экзоцитоз гранул. Оптимальные экспансия и активация NK-клеток зависит от взаимодействия CD244 с лигандом CD48 на клетке-мишени. Действует как ко-стимулятор в активации NK-клеток, усиливая сигналы других рецепторов клетки, таких как NCR3 и NCR1. На ранних этапах дифференциации NK-клеток этот рецептор может функционировать как ингибиторный, что, возможено, обеспечивает аутотолерантность NK-клеток. Кроме этого, этот рецептор вовлечён в регулирование пролиферации CD8+ T-клеток. Может ингибировать воспалительный ответ дндритных клеток.

## Тканевая локализация
Рецептор экспрессирован на всех NK-клетках, моноцитах и базофилах, TCR-γ/δ+ T-клетках, а также на подтипе CD8+ T-клеток.

## Структура
Имеет два иммуноглобулино-подобных домена, 4 ITSM-мотива. Включает 370 аминокислот, молекулярная масса 41,6 кДа. ITSM-мотивы участвуют во взаимодействиях с SH2-доменами таких белков, как SH2D1A и SH2D1B.